# 夏瑞庚
夏瑞庚（?—?），雲南省雲南府昆明縣人，清朝政治人物、同進士出身。
光緒二十九年（1903年），参加光緒癸卯科殿試，登進士三甲第170名。同年閏五月，授內閣中書。